# Џедито (Аризона)
Џедито (енгл. Jeddito) насељено је место без административног статуса у америчкој савезној држави Аризона.

## Демографија
По попису из 2010. године број становника је 293, што је 97 (-24,9%) становника мање него 2000. године.
| Група             | 2000.     | 2010.     |
| Белци             | 24 (6,2%) | 16 (5,5%) |
| Афроамериканци    | 0 (0,0%)  | 4 (1,4%)  |
| Азијати           | 1 (0,3%)  | 10 (3,4%) |
| Хиспаноамериканци | 2 (0,5%)  | 8 (2,7%)  |
| Укупно            | 390       | 293       |